# Georges II de Münsterberg-Œls
Georges II de Münsterberg-Oels (également: George II de Poděbrady; allemand : Georg II. (Münsterberg-Oels), tchèque : Jiří II z Minstrberka; né le 30 avril 1512, Oleśnica – mort le 13 janvier 1553 au même endroit) fut duc de Münsterberg de 1536 à 1542 et duc d'Oels. Il porte aussi le titre de comte de Glatz.

## Biographie
Georges II est un membre de la lignée de  Münsterberg de la famille noble de Poděbrady qui descend du roi Georges de Bohême. Ses parents sont Charles Ier de Münsterberg-Oels et Anne de Żagań, fille du duc  Jean II le Fou de Żagań et Großglogau.
Après la mort de leur père  Charles Ier en 1536, Georges II de Münsterberg-Œls règne conjointement sur Münsterberg avec ses trois frères: Joachim, Henri II et Jean. Par un acte conjoint en date du 25 juin 1535, les corégents accordent à la ville de Srebrna Góra en allemand Silberberg en basse Silésie, qui appartenait à Münsterberg le statut de ville libre. Georges II et ses frères, contrairement à leur père adhèrent la doctrine de  Martin Luther et en 1537 ils expulsent les prêtres catholiques de Münsterberg et les remplacent par un vicaire luthérien.
En 1542, Georges et ses frères engagent le duché de Münsterberg lourdement endetté à leur cousin Frédéric II de Legnica mais ils continuent de porter le titre de « ducs Münsterberg ». Jean continue de régner sur le duché d'Oels et Henri II jusqu'à sa mort en 1548 sur celui de Bernstadt (polonais : Bierutów). Joachim, leur frère ainé devient évêque Brandebourg. Georges II réside probablement avec son frère Jean dans le château d'Oels (Oleśnica, Olešnice).
Georges II épouse Elizabeth Kostka de Postupitz (tchèque : Eliška Kostková z Postupic) mais il meurt sans héritier à l'âge de 41 ans à Oels. Il est inhumé dans l'église évangélique du château devenue de nos jours l'église paroissiale catholique de Saint-Jean. En 1554, une pierre tombale de style Renaissance confectionnés par le sculpteur Johann Oslew de Wurtzbourg, maintenant en Allemagne, est érigée sur sa tombe. C'est une dalle gisant en pierre avec bas-relief, représentant Georges II en armes sur un lion couché.

## Source de la traduction
- (en) Cet article est partiellement ou en totalité issu de l’article de Wikipédia en anglais intitulé « George II, Duke of Münsterberg-Oels » (voir la liste des auteurs), édition du 29 aout 2014.